# Centaurea nemecii
Centaurea nemecii — вид рослин роду волошка (Centaurea), з родини айстрових (Asteraceae).

## Середовище проживання
Поширений у пд.-сх. Туреччині й зх. Ірані.